# Semily
Semily (németül Semil) település Csehországban, Semilyi járásban. Semily Železný Brod, Bozkov, Benešov u Semil, Slaná, Záhoří, Příkrý és Chuchelna településekkel határos. Lakosainak száma 8081 fő (2024. január 1.).

## Népesség
A település lakosságának változását az alábbi diagram mutatja:
| Lakosok száma | 4219 | 5929 | 6671 | 6844 | 8464 | 9262 | 8472 | 8367 | 8120 | 8081 |
|               | 1869 | 1890 | 1921 | 1950 | 1980 | 2001 | 2017 | 2019 | 2022 | 2024 |